# North American B-45 Tornado
El North American B-45 Tornado fue el primer bombardero a reacción operativo de la Fuerza Aérea de los Estados Unidos (USAF), y el primer bombardero polirreactor del mundo en ser reabastecido en vuelo. El B-45 fue una parte importante de la fuerza disuasoria nuclear de los Estados Unidos durante varios años a principios de los años 50, pero fue prontamente sustituido por el Boeing B-47 Stratojet. Los B-45 y RB-45 sirvieron en el Mando Aéreo Estratégico de la Fuerza Aérea de los Estados Unidos desde 1950 hasta 1959.

## Desarrollo
El B-45 comenzó su desarrollo en 1944, cuando el Departamento de Guerra estadounidense, alarmado por los bombarderos a reacción alemanes como el Arado Ar 234, solicitó una nueva familia de bombarderos a reacción con un peso de entre 36 287 kg y 90 718 kg. Ganó la propuesta de North American Aviation (NA-130), y el 8 de septiembre de 1944, la compañía comenzó la producción de tres prototipos basados en el NA-130.
El final de la Segunda Guerra Mundial provocó la cancelación de muchos proyectos y retrasó muchos otros. En 1946, la creciente tensión con la Unión Soviética causó que las Fuerzas Aéreas del Ejército de los Estados Unidos (USAAF) asignaran mayor prioridad al desarrollo y producción de bombarderos a reacción. A mitad de 1946, el XB-45 y el Convair XB-46 estaban cerca de su terminación, pero el Boeing XB-47 y el Martin XB-48 estaban todavía a dos años de su finalización. Las USAAF eligieron para evaluación los dos primeros diseños para determinar cuál tendría una operacionalidad superior. El B-45 demostró ser un diseño superior, y el 2 de enero de 1947 se firmó un contrato para la inmediata producción del B-45A. Se había planeado equipar cinco grupos de bombardeo ligero y tres grupos de reconocimiento ligero con B-45A, pero como el desarrollo del B-47 y las pruebas de vuelo apuntaban a una producción futura casi segura, el futuro del B-45 se fue haciendo cada vez más incierto, y a mitad de 1948 el Cuartel General estadounidense comenzó a cuestionar su valía. Poco después, las restricciones presupuestarias del Presidente Truman redujeron el gasto de la Fuerza Aérea y la producción de B-45 fue reducida a un total de 142 células. Recortes presupuestarios adicionales en 1950 forzaron al Comité de Aeronaves y Armas a cancelar 51 de los 190 aviones ordenados. La cancelación de los 51 aparatos fue anunciada el 7 de enero de 1949. El B-45 fue reemplazado más tarde por el supersónico Convair B-58 Hustler.

## Historia operacional

### Guerra de Corea
Plagado continuamente de problemas en los motores, junto con otros numerosos fallos menores, el B-45 recuperó importancia cuando demostró su valía después de que los Estados Unidos entrasen en la guerra de Corea en 1950, tanto como bombardero como avión de reconocimiento. La dedicación en masa de las fuerzas estadounidenses reveló la vulnerabilidad de las fuerzas de la Organización del Tratado del Atlántico Norte en Europa ante un ataque soviético, y a la luz de esto la Fuerza Aérea tomó una importante decisión acerca del futuro del B-45. El B-45, como la mayoría de los bombarderos estadounidenses posteriores a la Segunda Guerra Mundial, podía llevar bombas tanto nucleares como convencionales. El progreso de la tecnología armamentística había conducido a una gran reducción del peso y del tamaño de las armas nucleares en el inventario estadounidense, permitiendo efectivamente que aviones más pequeños como el B-45 realizaran incursiones nucleares, una misión que había sido confinada inicialmente a los bombarderos pesados. De repente, la pequeña flota de B-45 tenía de nuevo un gran valor como disuasión nuclear.
La Operación Fandango, a veces llamada Operación Backbreaker, implicó las modificaciones en el avión para realizar misiones nucleares. Además, los 40 B-45 del programa fueron equipados con un nuevo sistema defensivo y capacidad adicional de combustible. A pesar del tamaño del proyecto de modificaciones, más los problemas en marcha con los primeros motores a reacción, los B-45 de capacidad nuclear comenzaron a llegar al Reino Unido en mayo de 1952, y el despliegue de los 40 aviones se completó a mitad de junio. Casi al mismo tiempo, los RB-45 del 323rd Strategic Reconnaissance Squadron comenzaron a llegar a Japón para volar junto con el 91st Strategic Reconnaissance Squadron, complementando a los RB-29 de motor de pistón de la Segunda Guerra Mundial, que habían demostrado ser objetivos fáciles para los MiG norcoreanos. Los RB-45 proporcionaron inteligencia valiosa durante el resto de la guerra de Corea, a pesar del limitado número de células disponibles. Los RB-45C volaron muchas misiones diurnas hasta principios de 1952, cuando fueron cambiados a operaciones nocturnas después de que un RB-45 casi se perdiera debido a un MiG-15.

### Posguerra

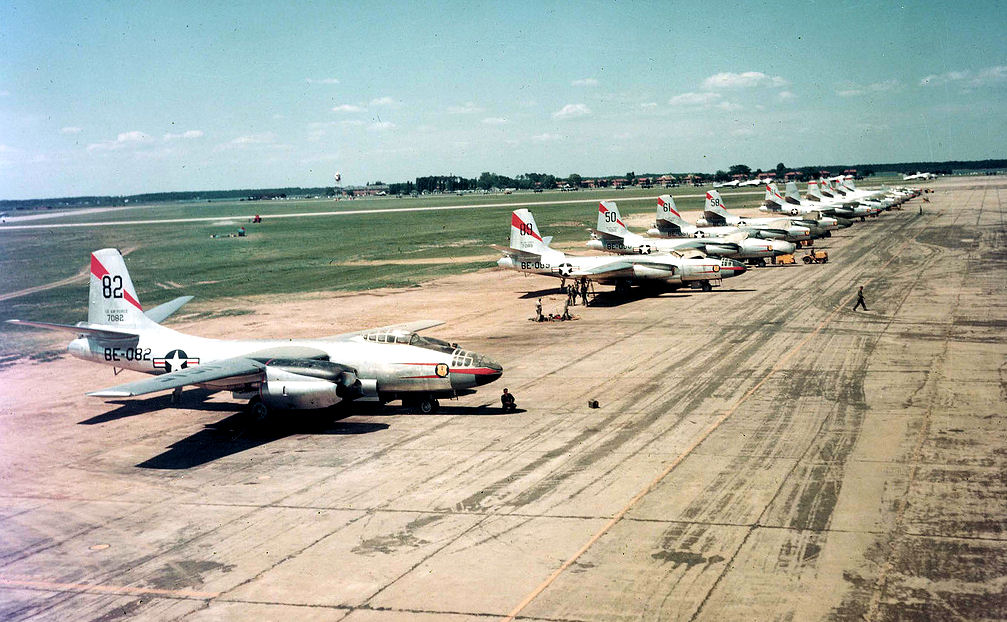
Foto de línea de vuelo de B-45A-5-NA Tornado del 47th Light Bomb Wing, Langley Air Force Base, Virginia, antes del vuelo transatlántico a Sculthorpe, Inglaterra, en julio de 1952.

Los 33 RB-45C construidos fueron asignados a los 322nd, 323rd y 324th Strategic Reconnaissance Squadrons de la 91st Strategic Reconnaissance Wing. Los RB-45C también volaron varias misiones de reconocimiento de largo alcance sobre la Unión Soviética durante la mitad de los años 50. El 29 de julio de 1952, un RB-45C realizó el primer vuelo transpacífico sin escalas, siendo repostado dos veces por KB-29 por el camino. El Comandante Lou Carrington y su tripulación de la 91st Reconnaissance Wing volaron desde Alaska a Japón en 9 horas y 50 minutos, ganando el Trofeo MacKay por su hazaña. Dentro de la 91st SRW, en 1954 los RB-45C habían sido reemplazados por el RB-47E. Los progresivamente reducidos RB-45C fueron más tarde al 19th Tactical Reconnaissance Squadron, que los operó hasta que fueron retirados del uso operativo en la primavera de 1958.
A finales de los años 50, todos los B-45 habían sido retirados del servicio activo. Sin embargo, unos pocos continuaron como aviones de pruebas hasta principios de los años 70.

### Operación Ju-jitsu
La única otra nación que usó el RB-45C fue el Reino Unido, donde fue operado por una unidad al uso de tripulaciones provenientes en su mayoría de los escuadrones No. 35 y 115. Mientras que a la USAF le prohibió el presidente de los Estados Unidos sobrevolar la Unión Soviética excepto en estado de guerra, sí que podían hacerlo los aliados estadounidenses más cercanos al teatro europeo. En el Reino Unido, aunque los sucesivos gobiernos laboristas se habían negado, el regreso de Winston Churchill y de una administración conservadora a Downing Street propiciaron una atmósfera más colaborativa a las iniciativas conjuntas de inteligencia.
Como resultado, bajo la Operación Ju-jitsu, en julio de 1951 cuatro aviones de la 91st Strategic Reconnaissance Wing fueron alquilados al Reino Unido para formar un Special Duties Flight de la Real Fuerza Aérea británica (RAF) comandado por el Líder de Escuadrón John Crampton. Despojados de todas las insignias de la USAF y luego aplicadas las de la RAF, los cuatro aviones fueron agregados a un escuadrón de la USAF basado en RAF Sculthorpe, Norfolk, en la Inglaterra oriental. A los aviones se les asignaron misiones de reconocimiento de vuelo a baja cota sobre la Unión Soviética para recopilar inteligencia electrónica y fotográfica. El Special Duties Flight realizó misiones durante el periodo 1952-54.
El 17 de abril de 1952, tres aviones fueron asignados para dirigirse a Kiev desde Alemania, programando su regreso a Sculthorpe diez horas más tarde. Volando a 11 000 m, el avión de Crampton fue rastreado por un radar terrestre y quedó bajo fuego antiaéreo. Acelerando a tope, giró inmediatamente y se dirigió hacia Alemania, no demasiado pronto, ya que cazas nocturnos soviéticos habían sido desplegados para derribar su avión.
Los siguientes vuelos sobre la Unión Soviética se llevaron a cabo usando English Electric Canberra bajo el nombre código Proyecto Robin, operando a mayores altitudes de alrededor de los 16 000 m. No fue hasta 1994 (bajo la "norma de los cincuenta años" de la Ley de Registros Públicos de 1958) que la existencia de las misiones de espionaje se hicieron públicas.

## Variantes

### XB-45 (NA-130)
El primer vuelo del XB-45 fue el 24 de febrero de 1947 desde el Muroc Army Air Field. Se volaron un total de 131 vuelos de pruebas por los tres aviones prototipos, resultando uno destruido al principio, muriendo dos pilotos.
La USAF aceptó uno de los dos aviones supervivientes el 30 de julio de 1948, y el otro el 31 de agosto. Uno fue dañado irreparablemente en un accidente. El último XB-45 fue entregado a la Base de la Fuerza Aérea Wright-Patterson en 1949. Demostró ser excesivamente difícil de mantener y fue relegado a tareas de entrenador en tierra.
- Tres aviones (45-59479 a 45-59481).

### B-45A (NA-147)
El B-45A difería del XB-45 en que tenía asientos eyectables y equipo de comunicaciones mejorados, un piloto automático E-4 y radar de navegación y bombardeo.
El primer B-45 de producción voló en febrero de 1948, y la Fuerza Aérea recepcionó 22 B-45 en abril del mismo año. Propulsados por turborreactores J35 y no considerados aptos para el combate, fueron asignados a tareas de entrenamiento y a realizar varios programas de pruebas. El siguiente lote estaba propulsado por los más potentes turborreactores J47. Los primeros B-45A entraron en servicio en noviembre de 1948 con el 47th Bombardment Group, y la orden inicial de 96 aparatos fue completada en marzo de 1950.
Los primeros B-45A no fueron equipados con sistemas de control de fuego o miras de bombardeo. Sufrieron fallos en el girocompás a gran velocidad, ganchos para bombas desenganchados, fuegos de motor, y medidores de cabina inexactos. El radar de navegación y bombardeo AN/APQ-24 de algunos B-45 tenía un mantenimiento excesivo, y fallos en la bomba de presurización limitaban la altitud a la que podía operar el avión.
Cincuenta y cinco B-45 con capacidad nuclear llegaron al Reino Unido en 1952. Fueron modificados con un depósito de combustible de 4542 l en la bodega de bombas trasera. A pesar de problemas técnicos, fueron los disuadores de primera línea del Mando Aéreo Táctico en Europa.
- 96 aviones (47-001 a 47-097):
  - B-45A-1 47-001 a 47-022 (21 aviones).
  - B-45A-5 47-023 a 47-096 (73 aviones).
  - B-45A 47-097 (célula de pruebas estáticas).

### B-45B
El B-45B fue una variante propuesta del B-45A con radar y sistema de control de fuego mejorados. Ninguno construido.

### B-45C (NA-153)

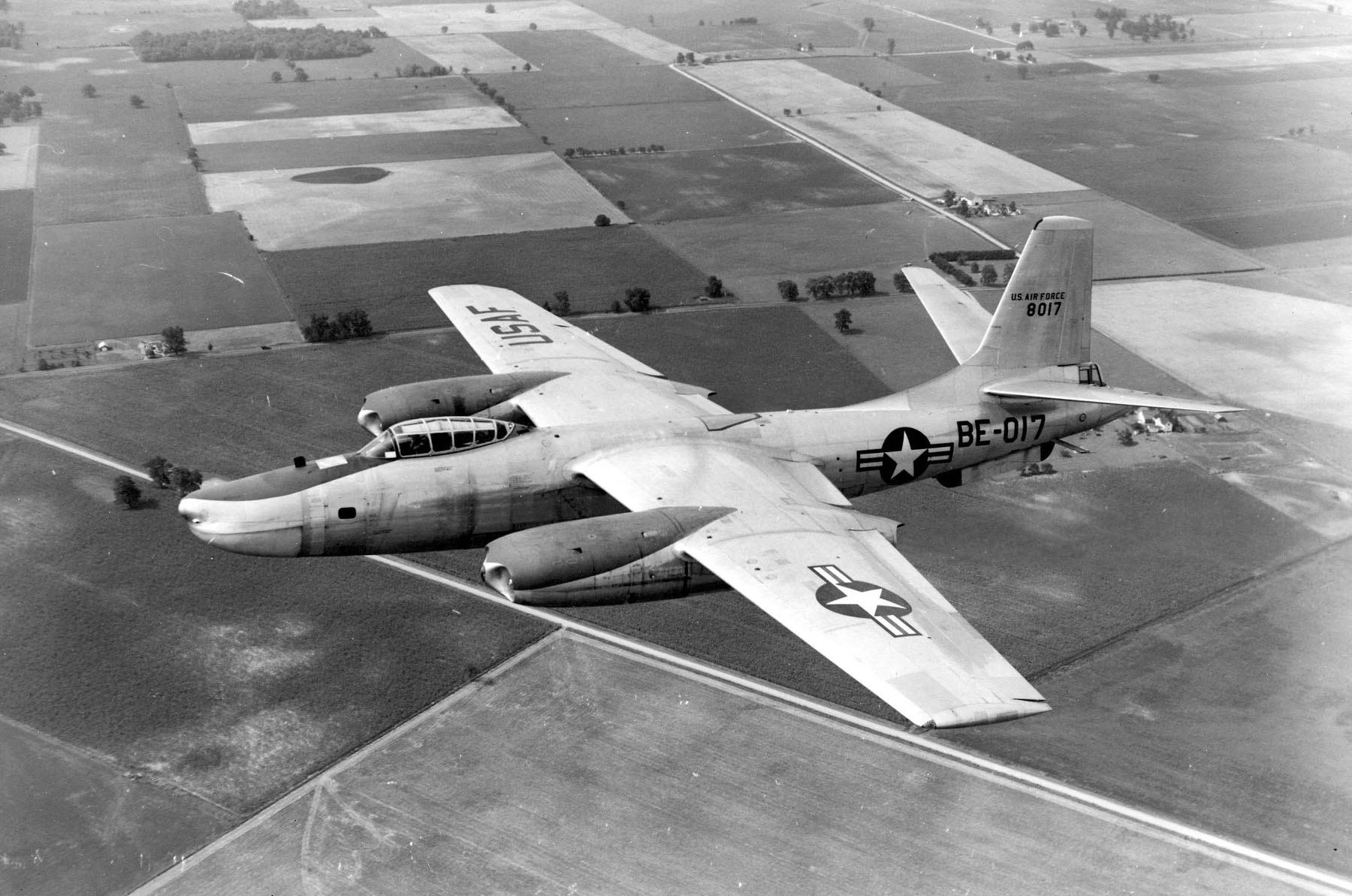
Modelo de desarrollo del RB-45C (48-017).

El B-45C fue el primer bombardero multirreactor en el mundo en ser reabastecido en el aire. Llevaba depósitos de combustible de punta alar de 4542 l, una cubierta reforzada, y un receptáculo de reabastecimiento en vuelo. El primer B-45C voló el 3 de mayo de 1949. Solo fueron construidos tres, y los restantes 33 en construcción fueron convertidos en RB-45C.
- Diez aviones (48-001 a 48-010).

### RB-45C
El RB-45C fue la última variante de producción del B-45. La cubierta del tripulante bombardero fue recubierta y reemplazada por un sistema de cámara oblicua. El RB-45C llevaba dos depósitos de combustible externos de 810 l, o dos cohetes JATO. Podía llevar hasta 12 cámaras en cuatro posiciones, o una sola cámara con una lente de distancia focal de 2,5 m. El RB-45C voló por primera vez en abril de 1950, y fue entregado de junio de 1950 a octubre de 1951. Fueron construidos treinta y ocho aparatos, incluyendo los 33 convertidos desde B-45C. Fue esta variante la que fue operada (clandestinamente) sobre la Unión Soviética por la unidad de "tareas especiales" de la RAF en RAF Sculthorpe, siendo comandada la primera salida de tres aviones por el Líder de Escuadrón John Crampton, realizándose en la noche del 17 de abril de 1952.
- 33 aviones (48-011 a 48-043).[8][10]

## Operadores
Estados Unidos
- Fuerza Aérea de los Estados Unidos

 Reino Unido
- Real Fuerza Aérea británica

## Supervivientes

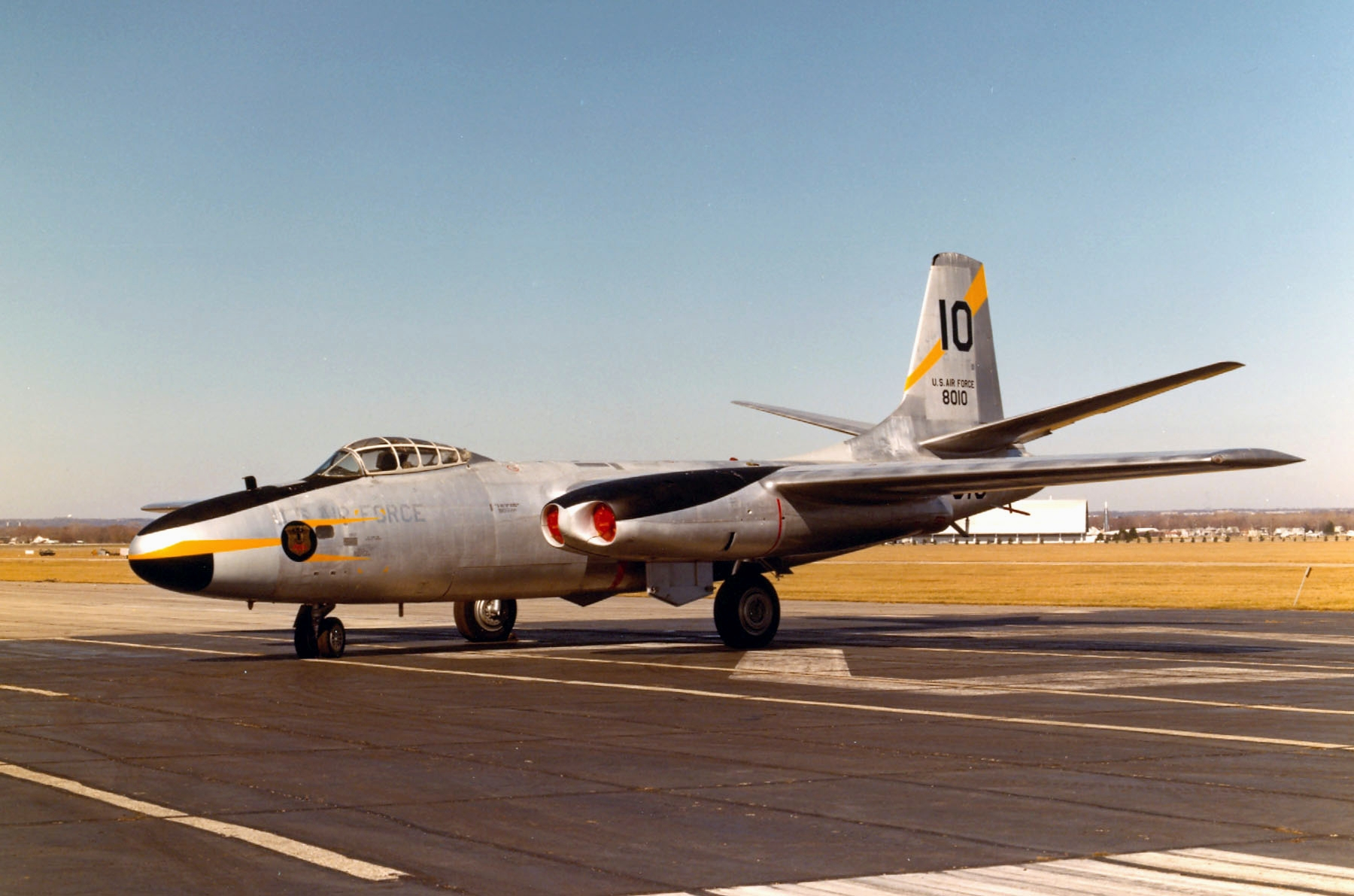
B-45C, AF Ser. No. 48-010, en exhibición en el Museo Nacional de la Fuerza Aérea de Estados Unidos.

Tres B-45 han sobrevivido hasta hoy:
B-45A
- AF Ser. No. 47-0008: Castle Air Museum en la antigua Base de la Fuerza Aérea Castle en Atwater, California.

B-45C
- AF Ser. No. 48-0010: en el Hangar de la Guerra Fría del Museo Nacional de la Fuerza Aérea de Estados Unidos en la Base de la Fuerza Aérea Wright-Patterson cerca de Dayton (Ohio). El avión fue usado por Pratt & Whitney para probar motores, y fue volado al Museo en 1971.

RB-45C
- AF Ser. No. 48-0017: Strategic Air and Space Museum en Ashland (Nebraska).

## Apariciones notables en los medios
- La guerra de los mundos y The Magnetic Monster (películas de 1953) muestran metrajes del B-45.
- Se puede ver un B-45 en Strategic Air Command (película de Jimmy Stewart de 1955).
- Un B-45 también aparece con profusión en el álbum de Buck Danny Planes Without Pilots  por Jean-Michel Charlier y Victor Hubinon.

## Especificaciones (B-45A)
Referencia datos: U.S. Standard Aircraft Characteristics

### Características generales
- Tripulación: Cuatro (Piloto, Copiloto, Bombardero-navegador y Artillero de cola)
- Longitud: 23 m (75,3 ft)
- Envergadura: 27,1 m (89 ft)
- Altura: 7,7 m (25,2 ft)
- Superficie alar: 109,2 m² (1175,5 ft²)
- Peso vacío: 20 726 kg (45 680,1 lb)
- Peso cargado: 36 930 kg (81 393,7 lb)
- Peso máximo al despegue: 41 628 kg (91 748,1 lb)
- Planta motriz: 4× turborreactor General Electric J47-GE-13[13].
  - Empuje normal: 25 kN (2549 kgf; 5620 lbf) de empuje cada uno.

### Rendimiento
- Velocidad máxima operativa (Vno): 911 km/h (566 MPH; 492 kt)
- Velocidad crucero (Vc): 587 km/h (365 MPH; 317 kt)
- Alcance: 1919 km (1036 nmi; 1192 mi)
- Alcance en ferry: 3493 km
- Techo de vuelo: 14 020 m (45 997 ft)
- Régimen de ascenso: 24,4 m/s (4805 ft/min)
- Carga alar: 338,4 kg/m² (69,3 lb/ft²)
- Empuje/peso: 0,26

### Armamento
- Ametralladoras: 

  - 2x M3 de 12,7 mm en la torreta de cola
- Bombas: Hasta 10 000 kg

## Aeronaves relacionadas

### Aeronaves similares
- Heinkel He 343
- Boeing B-47 Stratojet
- Convair XB-46
- Martin XB-48

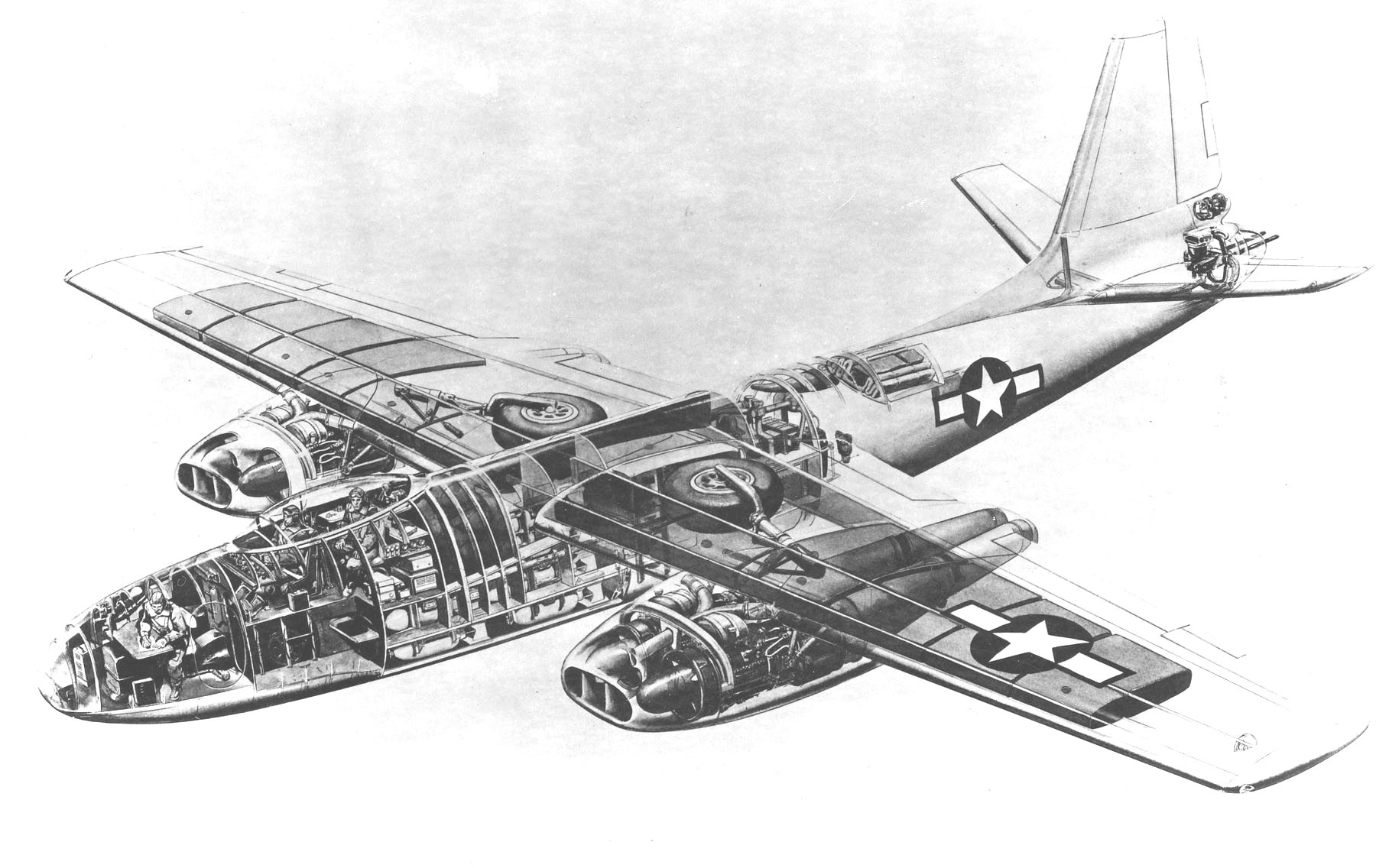
Corte esquemático del XB-45. Nótese el arma de cola destinada a ser apuntada mediante radar, más tarde reemplazada por un puesto convencional tripulado.

- Douglas B-66 Destroyer/Douglas A3D Skywarrior
- English Electric Canberra
- Short Sperrin
- Ilyushin Il-22
- Ilyushin Il-28

### Secuencias de designación
- Secuencia NA-_ (interna de North American): ← NA-127 - NA-128 - NA-129 - NA-130 - NA-131 - NA-132 - NA-133 -- NA-144 - NA-145 - NA-146 - NA-147 - NA-148 - NA-149 - NA-150 - NA-151 - NA-152 - NA-153 - NA-154 - NA-155 - NA-156 -- NA-159 - NA-160 - NA-161 - NA-162 - NA-163 - NA-164 - NA-165 →
- Secuencia B-_ (Bombarderos del USAAC/USAAF/USAF, 1926-1962): ← B-42 - B-43 - B-44 - B-45 - B-46 - B-47 - B-48 →